# 연방과학산업연구기구
호주 연방과학산업연구기구(The Commonwealth Scientific and Industrial Research Organisation, CSIRO)는 1916년 설립된 호주연방정부의 독립적인 국가 차원의 과학·산업 연구 기관이다. 호주 최대의 종합 연구 기관으로, 산업 활용이나 공공 이익으로 이어질 국가적 과제의 연구·개발을 목적으로한다. 현재 50개 이상의 사이트를 운영하고 있으며 (단, 호주내 여러 지역에 퍼져있는 중소규모 연구실들을 중점 지역으로 통폐합 중), 프랑스, 미국, 칠레 등 지역에도 연구소를 운영하고 있다. 연구 분야는 농업, 환경, 정보 통신, 보건, 재료, 제조, 광물, 에너지, 우주 등 광범위하게 걸쳐있다. 직원은 약 5,500명 이상이며 본부는 캔버라에 있다. 주목할만한 기술로는 Fast Wifi 기술의 중요 구성요소, 현재 호주 국내에서도 사용하고 있는 폴리머지폐(플라스틱), 토끼 모세포종증 등 다양한 분야에서 특허와 세계적인 연구업적을 가지고 있다.

## 갤러리

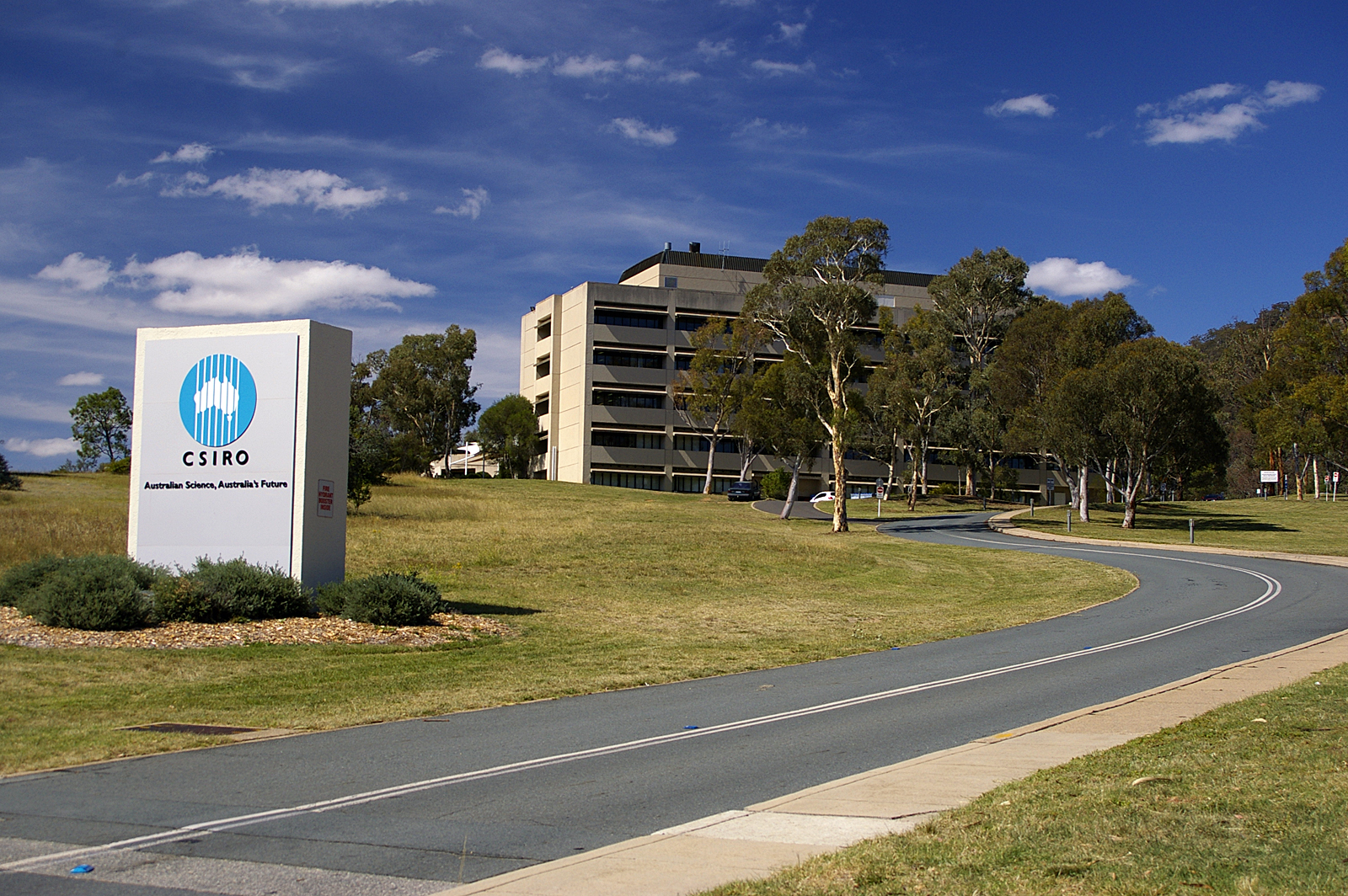
본사, 캔버라
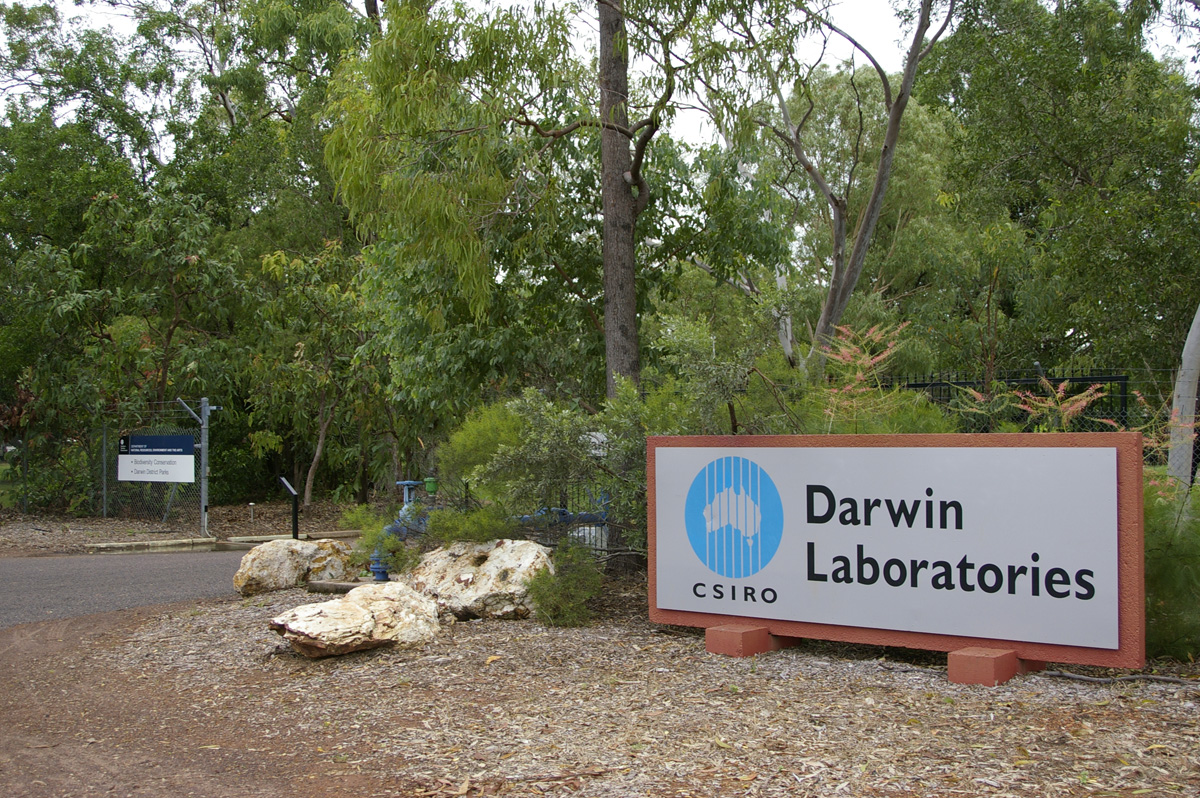
다윈 연구소, 다윈
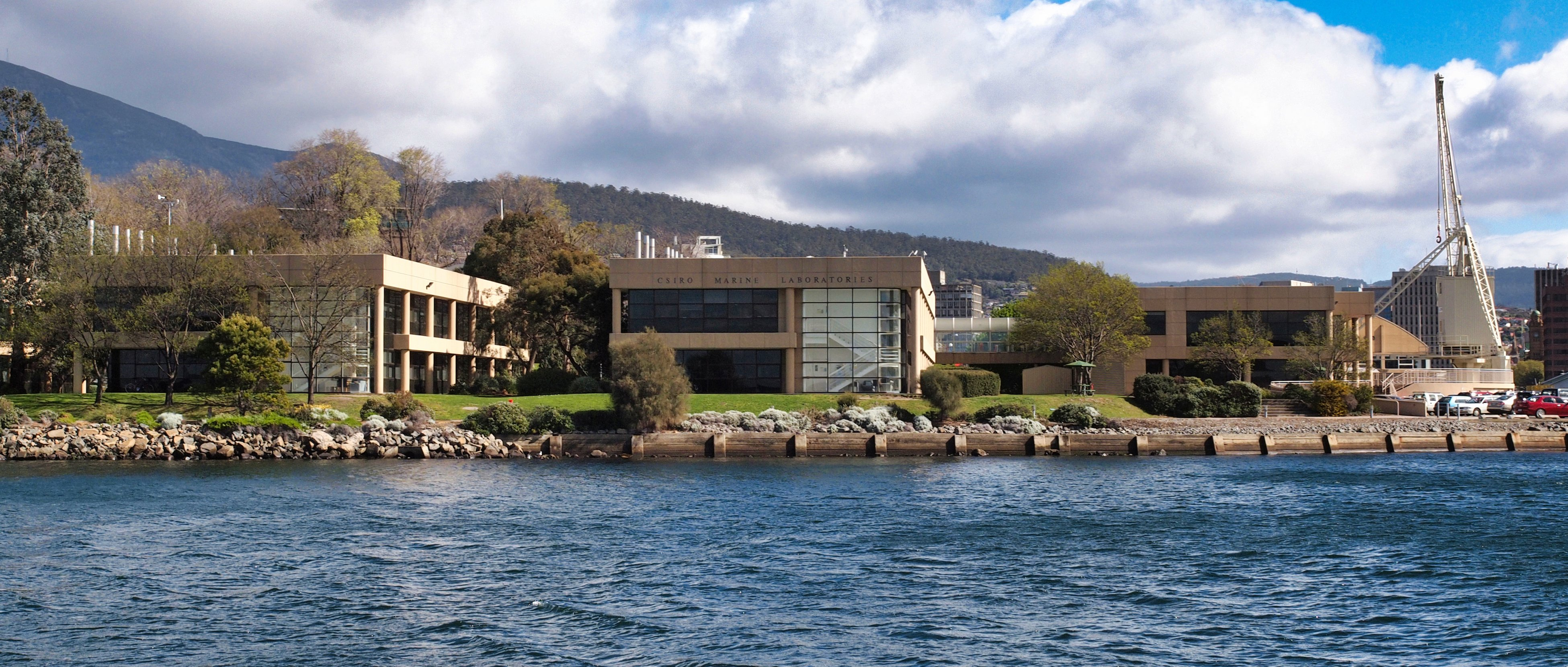
해양대기조사 연구소, 호바트

## 같이 보기
- 오스트레일리아 국립 망원경 기구
- 프라운호퍼 협회
- 파크스 천문대